# Colobothea appendiculata
Colobothea appendiculata là một loài bọ cánh cứng trong họ Cerambycidae.